# Aston Villa FC in het seizoen 2006/07
Dit artikel beschrijft de prestaties van voetbalclub Aston Villa FC in het seizoen 2006/2007. Dit seizoen werd de club elfde in de Premier League. Martin O'Neill werd voorafgaand aan het seizoen aangesteld als nieuwe trainer. De Noord-Ier en clublegende van Nottingham Forest nam de taken over van David O'Leary. Het voorgaande seizoen was de club zestiende geëindigd oftewel twee plaatsen verwijderd van een degradatie. De Bulgaar Stilijan Petrov, een offensieve middenvelder, kwam in de zomer van 2006 over van Celtic. De Nederlander Wilfred Bouma was de vaste rechtsachter. In de winter van 2007 verlieten enkele spelers de club, onder wie Juan Pablo Ángel en Milan Baroš. Ángel, die 62 doelpunten scoorde voor de club op alle fronten, verhuisde naar New York Red Bulls. Daardoor was het aanvallende compartiment uitermate verzwakt. O'Neill ving hun vertrek op met twee aanwinsten. Ashley Young (Watford) en John Carew (Olympique Lyon) speelden vanaf januari op Villa Park. Carew was betrokken bij een ruildeal met Baroš, die voortaan voor Lyon zou uitkomen. Gabriel Agbonlahor brak door als aanvaller en scoorde negen keer in de competitie. 

## Spelerskern
Spelers wier rugnummer is doorstreept verlieten de club tijdens het seizoen;
| Rugnummer     | Naam               | Nationaliteit        | Geboortedatum | Bij de club sinds | Vorige club                   |
| ------------- | ------------------ | -------------------- | ------------- | ----------------- | ----------------------------- |
| Keepers       |                    |                      |               |                   |                               |
| 1             | Thomas Sørensen    | Denemarken           | 12-06-1976    | 2003              | Sunderland                    |
| 13            | Stuart Taylor      | Engeland             | 28-11-1980    | 2005              | Arsenal                       |
| 28            | Gábor Király       | Hongarije            | 01-04-1976    | gehuurd           | gehuurd van Crystal Palace    |
| Verdedigers   |                    |                      |               |                   |                               |
| 2             | Mark Delaney       | Wales                | 13-05-1976    | 1999              | Cardiff City                  |
| 3             | Jlloyd Samuel      | Trinidad en Tobago   | 29-03-1981    | 1999              | Charlton Athletic             |
| 4             | Olof Mellberg      | Zweden               | 03-09-1977    | 2001              | Racing Santander              |
| 5             | Martin Laursen     | Denemarken           | 26-07-1977    | 2004              | AC Milan                      |
| 16            | Wilfred Bouma      | Nederland / Suriname | 15-06-1978    | 2005              | PSV Eindhoven                 |
| 18            | Aaron Hughes       | Noord-Ierland        | 08-11-1979    | 2005              | Newcastle United              |
| 19            | Liam Ridgewell     | Engeland             | 21-07-1984    | 2002              | eigen jeugd                   |
| 21            | Gary Cahill        | Engeland             | 19-12-1985    | 2004              | eigen jeugd                   |
| 24            | Phil Bardsley      | Engeland             | 28-06-1985    | gehuurd           | gehuurd van Manchester United |
| 31            | Didier Agathe      | Frankrijk            | 16-08-1975    | 2006              | Celtic                        |
| Middenvelders |                    |                      |               |                   |                               |
| 6             | Gareth Barry       | Engeland             | 23-02-1981    | 1998              | Brighton & Hove Albion        |
| 7             | Lee Hendrie        | Engeland             | 18-05-1977    | 1994              | eigen jeugd                   |
| 8             | Gavin McCann       | Engeland             | 10-01-1978    | 2003              | Sunderland                    |
| 11            | Stilijan Petrov    | Bulgarije            | 05-07-1979    | 2006              | Celtic                        |
| 12            | Steven Davis       | Noord-Ierland        | 01-01-1985    | 2004              | eigen jeugd                   |
| 14            | Éric Djemba-Djemba | Kameroen             | 04-05-1981    | 2005              | Manchester United             |
| 17            | Peter Whittingham  | Engeland             | 08-09-1984    | 2003              | eigen jeugd                   |
| 23            | Patrik Berger      | Tsjechië             | 10-11-1973    | 2005              | Portsmouth                    |
| 26            | Craig Gardner      | Engeland             | 25-11-1986    | 2005              | eigen jeugd                   |
| 27            | Isaiah Osbourne    | Engeland             | 05-11-1987    | 2006              | eigen jeugd                   |
| 28            | Shaun Maloney      | Schotland            | 24-01-1983    | 2007              | Celtic                        |
| Aanvallers    |                    |                      |               |                   |                               |
| 9             | Juan Pablo Ángel   | Colombia             | 24-10-1975    | 2001              | CA River Plate                |
| 10            | Milan Baroš        | Engeland             | 28-10-1981    | 2005              | Liverpool                     |
| 10            | John Carew         | Noorwegen            | 05-09-1979    | 2007              | Lyon                          |
| 15            | Gabriel Agbonlahor | Engeland / Nigeria   | 13-10-1986    | 2005              | eigen jeugd                   |
| 17            | Ashley Young       | Engeland             | 04-01-1986    | 2007              | Watford                       |
| 20            | Chris Sutton       | Engeland             | 10-03-1973    | 2006              | Birmingham City               |
| 22            | Luke Moore         | Engeland             | 13-02-1986    | 2003              | eigen jeugd                   |

- = Aanvoerder

| 1. 2. 3. 4. 5. 6. 7. 8. |

### Manager
|         |                       |               |
| Functie | Naam                  | Nationaliteit |
| Coach   | Martin O'Neill (foto) | Noord-Ierland |

## Resultaten
Een overzicht van de competities waaraan Aston Villa in het seizoen 2006-2007 deelnam.
| Premier League | FA Cup       | League Cup  |
| -------------- | ------------ | ----------- |
|                |              |             |
| 11e            | Vierde ronde | Derde ronde |

## Uitrustingen
Shirtsponsor: 32 Red (kansspelbedrijf) 

Sportmerk: Hummel
| Thuis |

| Uit |

## Premier League

### Wedstrijden
| №  | Datum      | Wedstrijd                       | Uitslag | Doelpunten                            | P  |
| -- | ---------- | ------------------------------- | ------- | ------------------------------------- | -- |
| 1  | 19.08.2006 | Arsenal – Aston Villa           | 1–1     | 53' Mellberg                          | 1  |
| 2  | 23.08.2006 | Aston Villa – Reading           | 2–1     | 34' (pen.) Ángel, 61' Barry           | 4  |
| 3  | 27.08.2006 | Aston Villa – Newcastle United  | 2–0     | 3' Moore, 38' Ángel                   | 7  |
| 4  | 10.09.2006 | West Ham United – Aston Villa   | 1–1     | 4' Ridgewell                          | 8  |
| 5  | 16.09.2006 | Watford – Aston Villa           | 0–0     |                                       | 9  |
| 6  | 23.09.2006 | Aston Villa – Charlton Athletic | 2–0     | 35' Agbonlahor, 62' Moore             | 12 |
| 7  | 30.09.2006 | Chelsea – Aston Villa           | 1–1     | 45' Agbonlahor                        | 13 |
| 8  | 16.10.2006 | Aston Villa – Tottenham Hotspur | 1–1     | 81' Barry                             | 14 |
| 9  | 21.10.2006 | Aston Villa – Fulham            | 1–1     | 26' (pen.) Barry                      | 15 |
| 10 | 28.10.2006 | Liverpool – Aston Villa         | 3–1     | 56' Agbonlahor                        | 15 |
| 11 | 05.11.2006 | Aston Villa – Blackburn Rovers  | 2–0     | 41' (pen.) Barry, 50' Ángel           | 18 |
| 12 | 11.11.2006 | Everton – Aston Villa           | 0–1     | 42' Sutton                            | 21 |
| 13 | 19.11.2006 | Wigan Athletic – Aston Villa    | 0–0     |                                       | 22 |
| 14 | 25.11.2006 | Aston Villa – Middlesbrough     | 1–1     | 45' (pen.) Barry                      | 23 |
| 15 | 29.11.2006 | Aston Villa – Manchester City   | 1–3     | 66' McCann                            | 23 |
| 16 | 02.12.2006 | Portsmouth – Aston Villa        | 2–2     | 37' (pen.) Barry, 82' Ángel           | 24 |
| 17 | 11.12.2006 | Sheffield United – Aston Villa  | 2–2     | 2' Petrov, 65' Baroš                  | 25 |
| 18 | 16.12.2006 | Aston Villa – Bolton Wanderers  | 0–1     |                                       | 25 |
| 19 | 23.12.2006 | Aston Villa – Manchester United | 0–3     |                                       | 25 |
| 20 | 26.12.2006 | Tottenham Hotspur – Aston Villa | 2–1     | 81' Barry                             | 25 |
| 21 | 30.12.2006 | Charlton Athletic – Aston Villa | 2–1     | 40' (pen.) Barry                      | 25 |
| 22 | 02.01.2007 | Aston Villa – Chelsea           | 0–0     |                                       | 26 |
| 23 | 13.01.2007 | Manchester United – Aston Villa | 3–1     | 52' Agbonlahor                        | 26 |
| 24 | 20.01.2007 | Aston Villa – Watford           | 2–0     | 86' (e.d.) Mahon, 90' Agbonlahor      | 29 |
| 25 | 31.01.2007 | Newcastle United – Aston Villa  | 3–1     | 25' Young                             | 29 |
| 26 | 03.02.2007 | Aston Villa – West Ham United   | 1–0     | 36' Carew                             | 32 |
| 27 | 10.02.2007 | Reading – Aston Villa           | 2–0     |                                       | 32 |
| 28 | 03.03.2007 | Fulham – Aston Villa            | 1–1     | 21' Carew                             | 33 |
| 29 | 14.03.2007 | Aston Villa – Arsenal           | 0–1     |                                       | 33 |
| 30 | 18.03.2007 | Aston Villa – Liverpool         | 0–0     |                                       | 34 |
| 31 | 02.04.2007 | Aston Villa – Everton           | 1–1     | 83' Agbonlahor                        | 35 |
| 32 | 07.04.2007 | Blackburn Rovers – Aston Villa  | 1–2     | 34' Berger, 73' Agbonlahor            | 38 |
| 33 | 09.04.2007 | Aston Villa – Wigan Athletic    | 1–1     | 50' Agbonlahor                        | 39 |
| 34 | 14.04.2007 | Middlesbrough – Aston Villa     | 1–3     | 45' Gardner, 70' Moore, 77' Petrov    | 42 |
| 35 | 22.04.2007 | Aston Villa – Portsmouth        | 0–0     |                                       | 43 |
| 36 | 28.04.2007 | Manchester City – Aston Villa   | 0–2     | 24' Carew, 75' Agbonlahor             | 46 |
| 37 | 05.05.2007 | Aston Villa – Sheffield United  | 3–0     | 25' Agbonlahor, 42' Young, 55' Berger | 49 |
| 38 | 13.05.2007 | Bolton Wanderers – Aston Villa  | 2–2     | 37' Gardner, 81' Moore                | 50 |

### Eindstand
| Rang | Team              | We | Wi | Ge | Ve | Pu | Vo | Te | Sa  | Fa    |
| ---- | ----------------- | -- | -- | -- | -- | -- | -- | -- | --- | ----- |
| 1    | Manchester United | 38 | 28 | 5  | 5  | 89 | 83 | 27 | 56  | 3,074 |
| 2    | Chelsea           | 38 | 24 | 11 | 3  | 83 | 64 | 24 | 40  | 2,667 |
| 3    | Liverpool         | 38 | 20 | 8  | 10 | 68 | 57 | 27 | 30  | 2,111 |
| 4    | Arsenal           | 38 | 19 | 11 | 8  | 68 | 63 | 35 | 28  | 1,8   |
| 5    | Tottenham Hotspur | 38 | 17 | 9  | 12 | 60 | 57 | 54 | 3   | 1,056 |
| 6    | Everton           | 38 | 15 | 13 | 10 | 58 | 52 | 36 | 16  | 1,444 |
| 7    | Bolton Wanderers  | 38 | 16 | 8  | 14 | 56 | 47 | 52 | -5  | 0,904 |
| 8    | Reading           | 38 | 16 | 7  | 15 | 55 | 52 | 47 | 5   | 1,106 |
| 9    | Portsmouth        | 38 | 14 | 12 | 12 | 54 | 45 | 42 | 3   | 1,071 |
| 10   | Blackburn Rovers  | 38 | 15 | 7  | 16 | 52 | 52 | 54 | -2  | 0,963 |
| 11   | Aston Villa       | 38 | 11 | 17 | 10 | 50 | 43 | 41 | 2   | 1,049 |
| 12   | Middlesbrough     | 38 | 12 | 10 | 16 | 46 | 44 | 49 | -5  | 0,898 |
| 13   | Newcastle United  | 38 | 11 | 10 | 17 | 43 | 38 | 47 | -9  | 0,809 |
| 14   | Manchester City   | 38 | 11 | 9  | 18 | 42 | 29 | 44 | -15 | 0,659 |
| 15   | West Ham United   | 38 | 12 | 5  | 21 | 41 | 35 | 59 | -24 | 0,593 |
| 16   | Fulham            | 38 | 8  | 15 | 15 | 39 | 38 | 60 | -22 | 0,633 |
| 17   | Wigan Athletic    | 38 | 10 | 8  | 20 | 38 | 37 | 59 | -22 | 0,627 |
| 18   | Sheffield United  | 38 | 10 | 8  | 20 | 38 | 32 | 55 | -23 | 0,582 |
| 19   | Charlton Athletic | 38 | 8  | 10 | 20 | 34 | 34 | 60 | -26 | 0,567 |
| 20   | Watford           | 38 | 5  | 13 | 20 | 28 | 29 | 59 | -30 | 0,492 |

### Statistieken
Bijgaand een overzicht van de spelers van Aston Villa, die in het seizoen 2006/07 onder leiding van trainer Martin O'Neill speeltijd kregen in de Premier League.
| Naam               | Duels | Goal | Kreeg geel | Kreeg voor de tweede keer geel en dus rood | Weggestuurd |
| ------------------ | ----- | ---- | ---------- | ------------------------------------------ | ----------- |
| Gabriel Agbonlahor | 38    | 9    | 1          | 0                                          | 0           |
| Olof Mellberg      | 38    | 1    | 8          | 0                                          | 0           |
| Gareth Barry       | 35    | 8    | 7          | 1                                          | 0           |
| Stilijan Petrov    | 30    | 2    | 4          | 0                                          | 0           |
| Gavin McCann       | 30    | 1    | 9          | 0                                          | 0           |
| Thomas Sørensen    | 29    | 0    | 0          | 0                                          | 0           |
| Steven Davis       | 28    | 0    | 1          | 0                                          | 0           |
| Wilfred Bouma      | 25    | 0    | 0          | 0                                          | 0           |
| Juan Pablo Ángel   | 23    | 4    | 2          | 0                                          | 0           |
| Liam Ridgewell     | 21    | 1    | 1          | 0                                          | 0           |
| Gary Cahill        | 20    | 0    | 3          | 0                                          | 0           |
| Aaron Hughes       | 19    | 0    | 0          | 0                                          | 0           |
| Milan Baroš        | 17    | 1    | 1          | 0                                          | 0           |
| Martin Laursen     | 14    | 0    | 0          | 0                                          | 0           |
| Luke Moore         | 13    | 4    | 0          | 0                                          | 0           |
| Patrik Berger      | 13    | 2    | 0          | 0                                          | 0           |
| Craig Gardner      | 13    | 2    | 1          | 0                                          | 0           |
| Ashley Young       | 13    | 2    | 1          | 0                                          | 0           |
| Phil Bardsley      | 13    | 0    | 1          | 0                                          | 0           |
| John Carew         | 11    | 3    | 2          | 0                                          | 0           |
| Isaiah Osbourne    | 11    | 0    | 1          | 0                                          | 0           |
| Shaun Maloney      | 8     | 1    | 0          | 0                                          | 0           |
| Chris Sutton       | 8     | 1    | 2          | 0                                          | 0           |
| Stuart Taylor      | 6     | 0    | 0          | 0                                          | 0           |
| Gábor Király       | 5     | 0    | 0          | 0                                          | 0           |
| Didier Agathe      | 5     | 0    | 0          | 0                                          | 0           |
| Jlloyd Samuel      | 4     | 0    | 1          | 0                                          | 0           |
| Peter Whittingham  | 3     | 0    | 0          | 0                                          | 0           |
| Éric Djemba-Djemba | 1     | 0    | 0          | 0                                          | 0           |
| Lee Hendrie        | 1     | 0    | 1          | 0                                          | 0           |